# Ray Brown (muzyk)

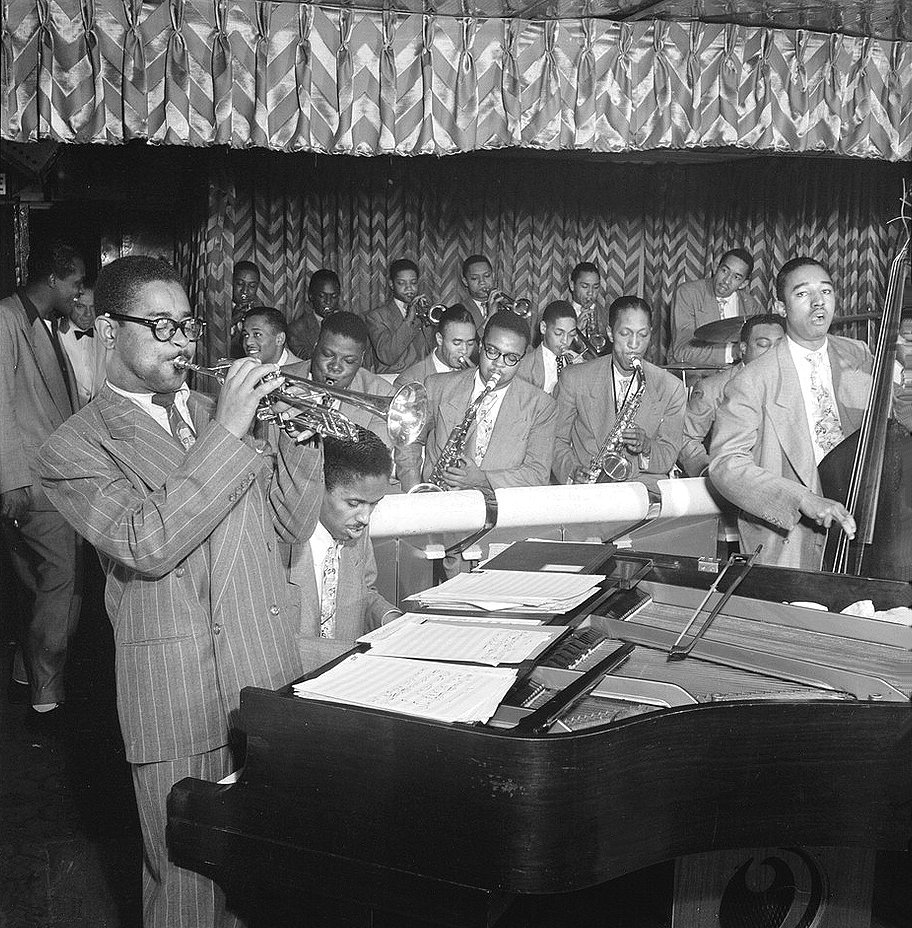
Ray Brown (z prawej) w zespole Dizzy’ego Gillespiego (z lewej), 1947

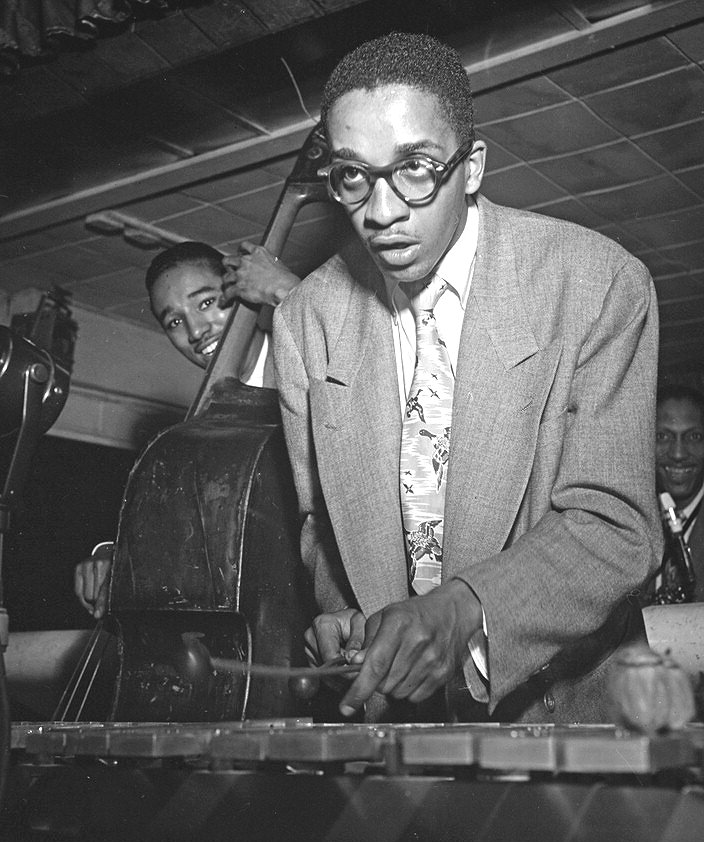
Ray Brown i Milt Jackson

Raymond Matthews „Ray” Brown (ur. 13 października 1926 w Pittsburghu, zm. 2 lipca 2002 w Indianapolis) – amerykański kontrabasista jazzowy, kompozytor, producent i menedżer muzyczny.

## Życiorys
Od dziewiątego roku życia pobierał lekcje gry na fortepianie. Będąc w szkole średniej, chciał dostać się do składu jednego z jej zespołów. Ze względu na dużą liczbę pianistów zamierzał grać na puzonie, ale z braku środków na instrument porzucił ten pomysł. Szkoła udostępniła mu natomiast kontrabas, na którym zaczął ćwiczyć. Już jako kontrabasista prędko znalazł się w szkolnej orkiestrze jazzowej i w ten sposób rozpoczął swoją wielką karierę instrumentalną.
U jej początków największy wpływ na jego grę miał Jimmy Blanton, kontrabasista orkiestry Duke’a Ellingtona. Młodziutki Brown szybko zdobył renomę utalentowanego instrumentalisty i otrzymywał wiele propozycji występów w zespołach zawodowych. Jego matka jednak kategorycznie sprzeciwiała się temu, wymagając na synu ukończenie szkoły. Po zaliczeniu końcowych egzaminów Ray natychmiast podjął pracę profesjonalnego muzyka. Jeździł w trasy koncertowe z różnymi zespołami, m.in. sekstetem Jimmy’ego Hinsleya i orkiestrą Snookuma Russella. Następnie już na własną rękę wyjechał do Nowego Jorku, zachęcony doniesieniami o kwitnącej tam scenie jazzowej.
Pierwszego dnia po przyjeździe dwudziestoletni Brown spotkał w Nowym Jorku pianistę Hanka Jonesa, z którym grywał podczas wcześniejszych tournées, ten zaś przedstawił go Dizzy’emu Gillespiemu. Gillespie akurat potrzebował kontrabasisty i od razu zaangażował młodego muzyka. Wkrótce potem Brown już występował u boku tak wielkich jazzmenów jak Art Tatum i Charlie Parker.
W latach 1946–1951 Brown grał w orkiestrze i małych (Two Bass Hit) zespołach Gillespiego. Kiedy sekcja dęta (głównie trąbek) big-bandu odpoczywała podczas występu po wykonaniu wyczerpujących partii w wysokich rejestrach, koncert kontynuowała sekcja rytmiczna: Milt Jackson, John Lewis, Brown i Kenny Clarke. W 1951 muzycy ci jako The Milt Jackson Quartet nagrali płytę, a sam zespół (bez Browna) przekształcił się w The Modern Jazz Quartet.
Jeszcze w 1947 Gillespie zaangażował na tournée po południowych stanach USA Ellę Fitzgerald. Pozamuzycznym efektem tych koncertów był ślub Browna i słynnej wokalistki. W 1949 para adoptowała nowo narodzonego syna przyrodniej siostry Fitzgerald, Frances, który po chrzcie stał się Rayem Brownem juniorem. W 1952 Brown i Fitzgerald rozwiedli się, ale pozostali przyjaciółmi i nie zaprzestali współpracy.
W 1949 Brown występował również w koncertach Jazz at the Philharmonic (uczestniczył w JATP ponad 18 lat), podczas których zaczął grywać z Oscarem Petersonem. Luźna współpraca przerodziła się w 1951 w stały alians muzyczny, który funkcjonował przeszło 15 lat, owocując dziesiątkami nagranych płyt i ogromną liczbą koncertów zagranych na całym świecie.
Po rozstaniu w styczniu 1966 z triem Petersona, Brown osiadł w Los Angeles. Prowadził w tam aktywną działalność na wielu polach. Produkował koncerty jazzowe dla Hollywood Bowl, pisał podręczniki gry na kontrabasie, zbudował jazzową wiolonczelę, a jako muzyk sesyjny nagrywał płyty z dziesiątkami wykonawców. Akompaniował m.in. takim artystom jak Frank Sinatra, Billy Eckstine, Tony Bennett, Sarah Vaughan i Nancy Wilson. Został także menedżerem The Modern Jazz Quartet oraz Quincy'ego Jonesa oraz regularnie występował w telewizji z orkiestrą zaangażowaną do programów Merva Griffina. Komponował muzykę do filmów i programów telewizyjnych. Jeden z jego utworów, Gravy Waltz, otrzymał nagrodę Grammy. Stał się także tematem przewodnim programu telewizyjnego Steve’a Allena (który dopisał tekst do utworu), zyskując dzięki temu ogólnokrajową popularność.
Bardzo ważnym dla Browna epizodem w karierze była współpraca z Dukem Ellingtonem na początku lat 70., w ten sposób bowiem spełniło się marzenie jego życia. Efektem ich muzycznego spotkania stała się płyta This One's for Blanton, która była hołdem dla idola Browna z lat młodzieńczych.
Na początku 1974 Brown wraz z Laurindo Almeidą, Budem Shankiem i Shelley Mannem (w 1977 zastąpił go Jeff Hamilton) założył zespół L.A. Four, istniejący do 1982. Z kwartetem tym nagrał szereg płyt oraz koncertował w wielu krajach świata, występując m.in. w Polsce w 1978.
W 1980 Brown poznał Dianę Krall, młodą, utalentowaną pianistkę, której bardzo pomógł w dalszej karierze. M.in. zachęcił ją do śpiewania i przez pewien okres był jej muzycznym edukatorem i opiekunem.
W 1983 powrócił do współpracy z Miltem Jacksonem, nagrywając m.in. klasyczną dziś dla jazzu płytę: Jackson, Johnson, Brown & Company, której współtwórcami – obok wspomnianej dwójki – byli także puzonista J.J. Johnson, pianista Tom Ranier, gitarzysta John Collins i perkusista Roy McCurdy. W 1984 założył trio, w którego skład weszli ponadto pianista Gene Harris i perkusista Jeff Hamilton. W tym zestawieniu zespół działał przez dziesięć lat. W późniejszym okresie skład tria dość często się zmieniał.
W latach 1990–1993 odbył kolejną podróż sentymentalną za sprawą reaktywowanego pod nieco zmienioną nazwą The Legendary Oscar Peterson Trio. Trzecim stałym członkiem grupy był gitarzysta Herb Ellis, a wymiennie grali w niej jeszcze perkusiści Bobby Durham i Jeff Hamilton. Nagrane przez trio płyty zdobyły cztery nagrody Grammy. Niestety w maju 1993 Peterson doznał udaru mózgu i zespół zakończył działalność.
Później przez krótki okres Brown grał w zespole The Quartet, który wraz z nim tworzyli: pianista Monty Alexander, Milt Jackson i perkusista Mickey Roker. Następnie powrócił do pracy ze swoim triem, z którym występował aż do śmierci. 2 lipca 2002 miał dać koncert w Indianapolis. Po przedpołudniowej grze w ulubionego golfa, zdrzemnął się przed występem i zmarł podczas snu.

## Postać
Ray Brown był nie tylko jednym z najwybitniejszych kontrabasistów jazzowych i gwiazdą tej muzyki, ale także jej wielkim propagatorem i pedagogem. Swoje bogate doświadczenia przekazywał kilku pokoleniom młodych muzyków, którzy dzięki jego pomocy stawali się cenionymi artystami.
Został uhonorowany wieloma nagrodami jazzowymi. Był m.in. laureatem NEA Jazz Masters Award (1995). Wielokrotnie zajmował pierwsze miejsca w kategorii kontrabasu w prestiżowych plebiscytach jazzowych. M.in. od momentu powstania w 1958 ankiety „Playboya”, przez kilkanaście lat nieprzerwanie wygrywał w głosowaniu czytelników na basistę „All Star Jazz Band”. W 2003 został włączony do „Jazz Hall of Fame” słynnego miesięcznika jazzowego, „Down Beat”.
Brown był znany ze swojej obowiązkowości. Bardzo dbał także o dobrą formę fizyczną, którą utrzymywał m.in. dzięki regularnym wizytom na polu golfowym. Był jednocześnie palaczem i kolekcjonerem cygar oraz uchodził za arbitra elegancji.

## Odznaczenia
- Austriacki Krzyż Honorowy Nauki i Sztuki I klasy (2001)[8]

## Upamiętnienie
W 1994 został pośmiertnie wprowadzony do Panteonu Sław Big-bandów i Jazzu (The Big Band and Jazz Hall of Fame).